# Barberetta aurea
Barberetta es un género monotípico de plantas bulbosas de la familia Haemodoraceae. Su única especie, Barberetta aurea es originariaria de Sudáfrica de la Provincia del Cabo a KwaZulu-Natal.

## Descripción
Planta tuberosa con aproximadamente 3 hojas, superpuestas, sésiles, lanceoladas, glabras, membranosas, que se recuden muy gradualmente a ambos extremos, amueblada con cinco costillas verticales muy distintas, con otras más sutiles entre cada par; tallo débil, con hasta 25 cm de largo hacia arriba, ligeramente peludo; la inflorescencia en racimo denso, simple,  pedicelo ascendente, con brácteas lancoladas, persistentes, envuelto alrededor del pedúnculo; perianto de color naranja brillante.

## Taxonomía
Barberetta aurea fue descrita por  William Henry Harvey y publicado en The Genera of South African Flowering Plants 377. 1868.